# Microparacaryum intermedium
Microparacaryum intermedium är en strävbladig växtart. Microparacaryum intermedium ingår i släktet Microparacaryum och familjen strävbladiga växter.

## Underarter
Arten delas in i följande underarter:
- M. i. paracaryoides
- M. i. intermedium
- M. i. calathicarpum
- M. i. stellatum